# Guido De Filip
Guido De Filip (Venecia, 21 de septiembre de 1904-Venecia, 27 de septiembre de 1968) fue un deportista italiano que compitió en remo como timonel. Participó en los Juegos Olímpicos de Amberes 1920, obteniendo una medalla de oro en la prueba de dos con timonel.

## Palmarés internacional
| Juegos Olímpicos | Juegos Olímpicos  | Juegos Olímpicos | Juegos Olímpicos |
| Año              | Lugar             | Medalla          | Prueba           |
| ---------------- | ----------------- | ---------------- | ---------------- |
| 1920             | Amberes (Bélgica) | Medalla de oro   | Dos con timonel  |